# Michael Goolaerts
Michael Goolaerts (Lier, 24 luglio 1994 – Lilla, 8 aprile 2018) è stato un ciclista su strada belga.
Ha perso la vita l'8 aprile 2018, nel corso della Parigi-Roubaix a causa di un arresto cardiaco che lo ha colpito nel tratto di pavé fra Viesly e Briastre..

## Biografia
Nacque a Lier, ma crebbe nella vicina cittadina di Heist-op-den-Berg dove mosse i primi passi nel mondo del ciclismo, vincendo nel 2010 il campionato locale a cronometro, nella categoria esordienti. L'anno seguente vinse il medesimo campionato nella categoria juniores, mentre nel 2012 giunse ottavo al Giro delle Fiandre juniores. Nella seconda metà del 2013 divenne stagista della Veranda's Willems-Crelan, ottenendo un contratto a tempo pieno l'anno successivo. Nel 2015 divenne corridore della sezione under-23 della Lotto Dstny, divenendo stagista della prima squadra l'anno successivo, per poi tornare nuovamente alla Veranda's Willems-Crelan nel 2017 ; fece il suo debutto all'Étoile de Bessèges e in quello stesso anno partecipò al Giro delle Fiandre, ma senza portare a termine la gara.
L'8 aprile 2018 prese parte alla sua prima Parigi-Roubaix, alla quale partecipò anche il suo amico personale e compagno di squadra Wout Van Aert. Dopo poco più di cento chilometri di corsa, sul secondo settore di pavé, quello tra Viesly e Briastre, il corridore cadde a terra incosciente, a causa di un infarto. Prontamente rianimato dai paramedici, fu trasportato d'urgenza all'ospedale di Lilla, dove però morì quella stessa sera, attorno alla mezzanotte. L'autopsia eseguita sul corpo del giovane ciclista ha confermato che aveva avuto l'infarto prima ancora di cadere a terra privo di sensi. 
Il 31 maggio 2018 gli organizzatori della corsa francese hanno comunicato che gli verrà dedicato il settore in cui è avvenuta la tragedia e che sarà eretto un piccolo monumento per ricordare il giovane.

## Palmarès
- 2016

1ª tappa Tour du Loir-et-Cher

## Piazzamenti

### Classiche monumento
- Giro delle Fiandre

2017: ritirato
2018: ritirato
- Parigi-Roubaix

2018: ritirato